# Pontifikální rukavice

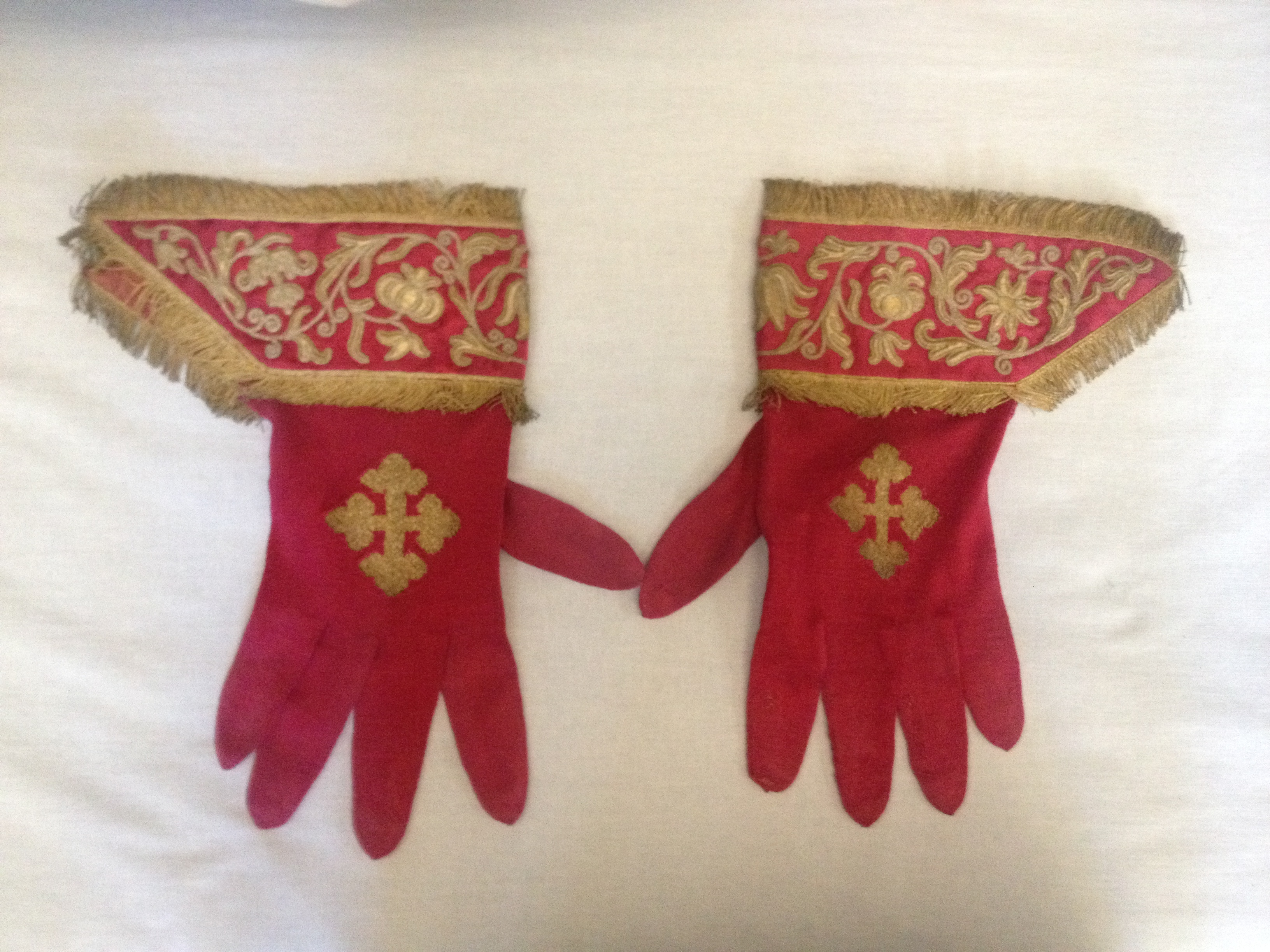
Červené pontifikální rukavice litoměřického biskupa Mons. A. A. Webera

Pontifikální rukavice (Biskupské rukavice či Prelátské rukavice) jsou součástí liturgického oděvu biskupů, opatů a prelátů, kteří mají právo pontifikálií při celebraci slavné mše.

## Použití

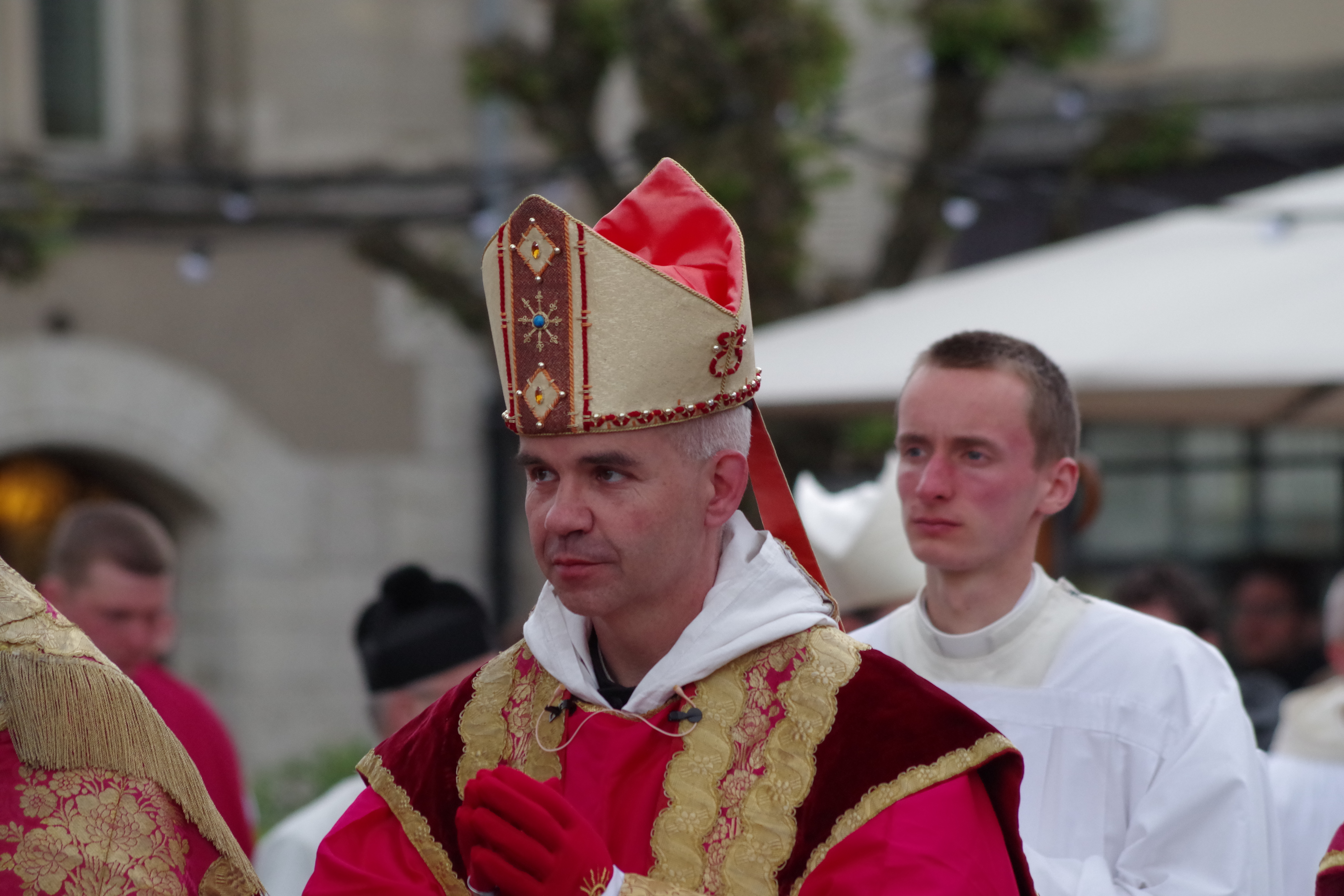
Opat Jean Pateau, OSB během liturgického průvodu s pontifikálními rukavicemi (2016)

V současné době se používají zejména při Tridentské mši. Biskup má rukavice nasazené od začátku mše až do obětování. Rukavice mohou být bohatě vyšívané a jsou vždy ve stejné liturgické barvě, jako ornát. Kromě biskupů mohou rukavice nosit i ostatní infulovaní preláti, včetně opatů, a to bez zvláštního papežského privilegia.

## Symbolika
Pontifikální rukavice symbolizují čistotu, plnění dobrých skutků a pečlivý postup.

## Navlékání pontifikálních rukavic
Podle starobylého předpisu uvedeného v misále z roku 1962, když prelát navléká pontifikální rukavice, recituje následující formuli:

Circúmda, Dómine, manus meas mundítia novi hóminis, qui de cælo descéndit: ut, quemádmodum Iacob diléctus tuus, pellículis hædórum opértis manibus, patérnam benedictiónem, obláto patri cibo potúque gratíssimo, impetrávit; sic et obláta per manus nostras salutáris hóstia, grátiæ tuæ benedictiónem mérear. Per Dóminum nostrum Iesum Christum, Fílium tuum, qui in similitúdinem carnis peccáti pro nobis obtulit semetípsum.
Přes rukavici na čtvrtém prstu pravé ruky nosí hierarcha církevní prsten.

## Galerie

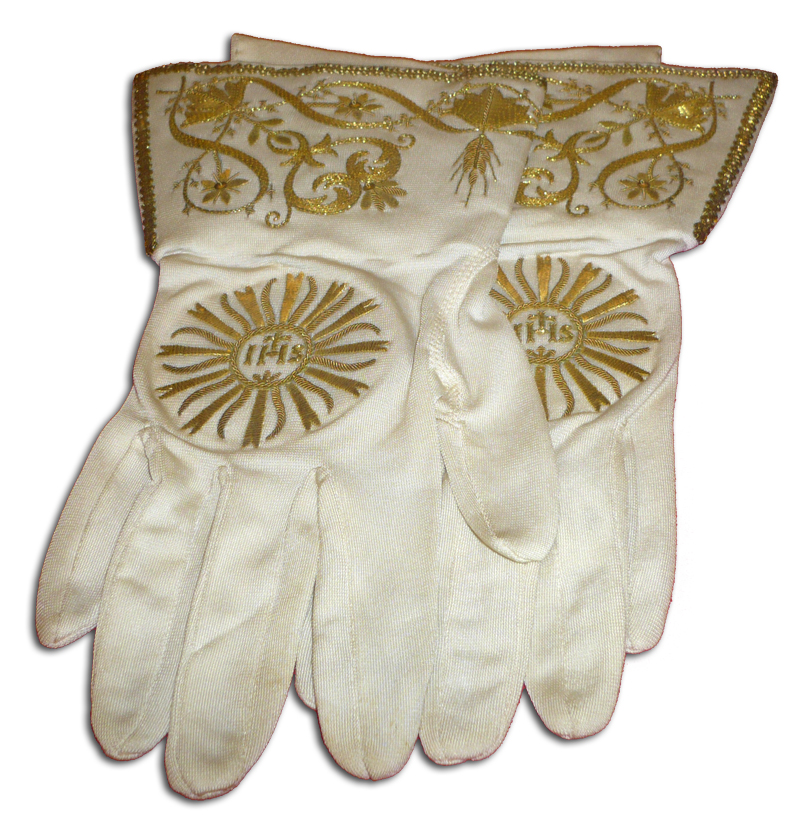
Bílé potifikální rukavice
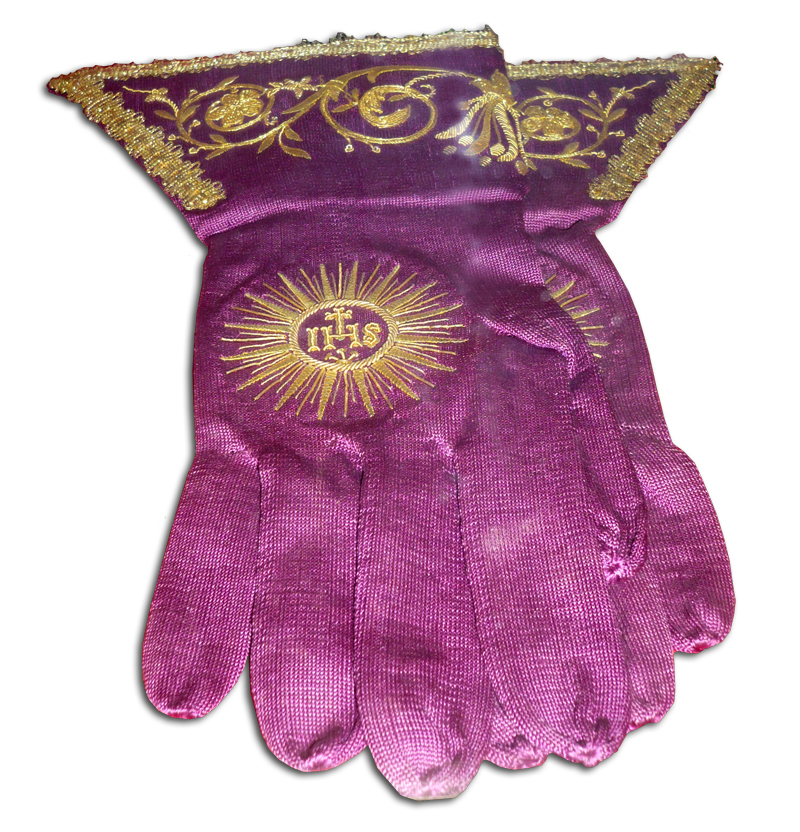
Fialové pontifikální rukavice
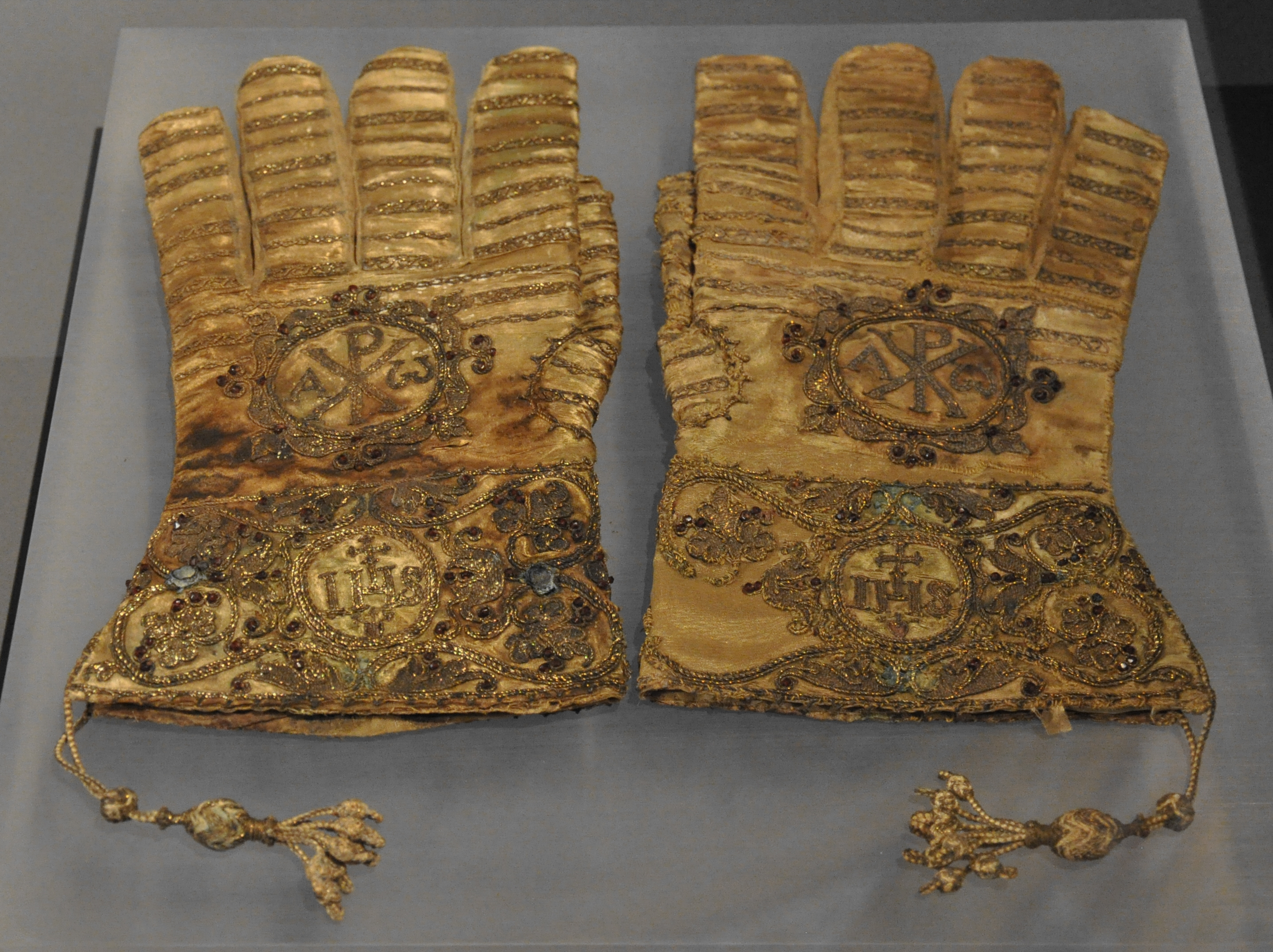
Pontifikální rukavice knížete-arcibiskupa Wolfa Dietricha von Raitenaua